# 花遊記
『花遊記』（ファユギ、韓国語：화유기、英: A korean Odyssey）は、2017年12月23日から2018年3月4日まで放送された韓国・tvNのファンタジーロマンステレビドラマ。本作がイ・スンギの除隊後初作品である。全20話。日本でもMnetやBS朝日で放送された。最高視聴率は、6.942%。

## あらすじ
チン・ソンミ(オ・ヨンソ)は、生まれつき霊感があるため、クラスメートから見放されていた。ある日、幽霊に襲われる。その後、牛魔王ウ・フィ(チャ・スンウォン)と出会い、あるモノを五行山から取ってこいと言う。そしてソンミは、五行山に向かうが、孫悟空ソン・オゴン(イ・スンギ)が封印された。ソンミは、自分から悪霊を守ってほしいと条件にする。オゴンは、承諾するが、ソンミを置き去りにする。

## キャスト

### 主要人物
- 孫悟空/ソン・オゴン - イ・スンギ[7]
- 三蔵法師/チン・ソンミ - オ・ヨンソ
- 牛魔王/ウ・フィ - チャ・スンウォン
- 猪八戒/チョ・パルゲ(PK) - イ・ホンギ[8]
- 沙悟浄/サ・オジョン - チャン・グァン

### カメオ出演
- 孔雀 - チャン・グンソク[9]

## 視聴率
| 2017年 | 2017年   | 2017年    | 2017年     | 2017年 |
| 回数   | 放送日   | AGB視聴率 | TNmS視聴率 | 参考   |
| ------ | -------- | --------- | ---------- | ------ |
| 第1回  | 12月23日 | 5.290％   | 4.9%       | [ 10 ] |
| 第2回  | 12月24日 | 4.849％   | 5.4%       | [ 11 ] |
| 2018年 |          |           |            |        |
| 第3回  | 1月6日   | 5.614％   | 7.1%       | [ 12 ] |
| 第4回  | 1月7日   | 6.060％   | 7.0%       | [ 13 ] |
| 第5回  | 1月13日  | 6.102％   | 6.2%       | [ 14 ] |
| 第6回  | 1月14日  | 6.942%    | 7.2%       | [ 15 ] |
| 第7回  | 1月20日  | 5.131％   | 6.1%       | [ 16 ] |
| 第8回  | 1月21日  | 5.822％   | 6.4%       | [ 17 ] |
| 第9回  | 1月27日  | 5.054％   | 5.8%       | [ 18 ] |
| 第10回 | 1月28日  | 6.271％   | 6.6%       | [ 19 ] |
| 第11回 | 2月3日   | 5.705％   | 6.5%       | [ 20 ] |
| 第12回 | 2月4日   | 5.605％   | 6.1%       | [ 21 ] |
| 第13回 | 2月10日  | 4.397%    | 5.0%       | [ 22 ] |
| 第14回 | 2月11日  | 5.517％   | 6.2%       | [ 23 ] |
| 第15回 | 2月17日  | 3.586%    | 4.5%       | [ 24 ] |
| 第16回 | 2月18日  | 4.250％   | 4.6%       | [ 25 ] |
| 第17回 | 2月24日  | 3.821％   | 5.0%       |        |
| 第18回 | 2月25日  | 5.472％   | 6.2%       |        |
| 第19回 | 3月3日   | 5.945％   | 6.8%       | [ 3 ]  |
| 第20回 | 3月4日   | 6.881％   | 7.4%       | [ 4 ]  |

## スタッフ
- 脚本：ホン・ジョンウン、ホン・ミラン(ホン姉妹)
- 演出：パク・ホンギュン

## 事故・事件
- 2017年12月24日に放送された第2回で放送事故が相次いで起こりtvN側が謝罪した。第2話を12月25日、午後韓国で編成すると明らかにした。tvN側は25日「24日、映像処理の遅延により放送に支障が出た「花遊記」第2話の最終盤が25日午後6時10分に再編成されます」と公式コメントした[26]。  また「『花遊記』制作陣は、妖怪という特殊な雰囲気を表現するためにたくさんのことを準備しながら、完成度の高いドラマを披露するために、撮影はもちろん最終編集の細かいところまで最善の努力をしています。短い時間の中で完成度を高めるために努力しましたが、制作陣の情熱や欲が図らずも放送事故という大きなミスにつながりました。ミスを反面教師にして、さらに良い放送でお応えします」と放送事故が出た理由について説明。  24日韓国で放送された「花遊記」は、放送の途中で10分間ほどの遅延が2回あり、最後には突然放送が中断された。さらに、この日の放送では、遅延の事故だけではなく、ドラマの放送中にもスタントマンのワイヤーがそのまま見えたり、幽霊たちのCGが完璧に処理されないなど、放送事故が相次いだ[27]。
- 26日、公式報道資料を通して「まず、残念な事故で傷ついたご家族の皆さんに心からお詫び申し上げ、『花遊記』に関心を下さる皆さんにお詫び申し上げます」とし、「『花遊記』制作陣は事故発生当時から状況の深刻性を認識し、該当スタッフのご家族と治療経過について議論してきました」と明かした[28]。続いて「23日午前2時頃、翌日の撮影準備のための過程で発生した今回の事故直後から、制作責任者がスタッフの救急室移動と初期診療過程まで共にし、継続的に連絡を取ってきました」とし、「その後、ご家族が事故処理方法の議論をスタッフの所属会社であるMBCアートに一任し、27日に制作会社であるJSピクチャーズとMBCアートの間で議論が予定されている状況です」と付け加えた[29]。  この日、あるメディアは「花遊記」スタッフAさんが高い所から落ち、下半身が麻痺する事故が発生したと報道した。報道によるとAさんは、23日の午前1時頃、京畿道龍仁に位置する「花遊記」セットスタジオで、天上に吊るすシャンデリアの手入れをしていたところ、3m以上の高さから床に落ち、腰の骨と骨盤が折れる事故にあったという。

## 放送中止
- 2017年12月29日、「韓国で30日に放送予定だった第3話を、少なくとも一週間、放送延期することを決めた」と明かした。続いて、放送遅延および中断、スタッフの怪我などについて「理由はともかく、心配をおかけしたこと、深くお詫びする」とし、「現在『花遊記』は、制作環境の改善のために追加で制作・撮影スタッフを補強し、セットの安全点検を通して撮影環境とスタッフの作業条件、制作スケジュールを多角度から再整備している」と伝えた[30]。

## 日本での放送

### 放送局
- 2018年4月1日 1話先行放送（Mnet）
- 2018年4月20日より（Mnet）[31]